# Олд-Грін (Оклахома)
Олд-Грін (англ. Old Green) — переписна місцевість (CDP) в США, в окрузі Адер штату Оклахома. Населення — 310 осіб (2020).

## Географія
Олд-Грін розташований за координатами 35°59′7″ пн. ш. 94°36′30″ зх. д. / 35.98528° пн. ш. 94.60833° зх. д. (35.985407, -94.608238).  За даними Бюро перепису населення США в 2010 році переписна місцевість мала площу 8,45 км², з яких 8,38 км² — суходіл та 0,06 км² — водойми.

## Демографія
Згідно з переписом 2010 року, у переписній місцевості мешкало 315 осіб у 98 домогосподарствах у складі 87 родин. Густота населення становила 37 осіб/км².  Було 111 помешкання (13/км²).
Расовий склад населення:
| - 51,1 % — білих - 34,9 % — корінних американців - 3,2 % — азіатів - 0,6 % — чорних або афроамериканців - 1,3 % — осіб інших рас |

До двох чи більше рас належало 8,9 %. Частка іспаномовних становила 3,5 % від усіх жителів.
За віковим діапазоном населення розподілялося таким чином: 31,1 % — особи молодші 18 років, 59,4 % — особи у віці 18—64 років, 9,5 % — особи у віці 65 років та старші. Медіана віку мешканця становила 33,9 року. На 100 осіб жіночої статі у переписній місцевості припадало 100,6 чоловіків;  на 100 жінок у віці від 18 років та старших — 90,4 чоловіків також старших 18 років.
Середній дохід на одне домашнє господарство  становив 38 699 доларів США (медіана — 36 406), а середній дохід на одну сім'ю — 44 135 доларів (медіана — 40 441). За межею бідності перебувало 17,3 % осіб, у тому числі 21,0 % дітей у віці до 18 років та 0,0 % осіб у віці 65 років та старших.
Цивільне працевлаштоване населення становило 166 осіб. Основні галузі зайнятості: освіта, охорона здоров'я та соціальна допомога — 26,5 %, роздрібна торгівля — 24,1 %, мистецтво, розваги та відпочинок — 19,3 %, виробництво — 16,9 %.